# Action Replay DS
Action Replay DS är ett tillbehör till Nintendo DS, som används för att fuska i spelen. Tillbehöret fungerar till både Nintendo DS och Nintendo DS Lite. Man skriver in koder för olika hack. Koderna består av hexadecimala tal, det vill säga siffror och bokstäverna A–F.